# الجمالية (مركز)
مركز الجمالية مركز إداري مصري. يقع في محافظة الدقهلية الواقعة في جمهورية مصر العربية. القاعدة الإدارية للمركز هي مدينة الجمالية. أنشئ المركز في سنة 1992 وجعل في إدارته 5 قرى.

## السكان
بلغ عدد سكان المركز 155,536 نسمة في تقدير يوليو 2024 أكثرهم حضر، عدد الرجال منهم 79,321 والنساء 76,215 نسمة.
| السنة  | 1986   | 1996   | 2006   | 2017    | 2024    |
| ------ | ------ | ------ | ------ | ------- | ------- |
| المركز | 54,478 | 67,554 | 83,772 | 137,454 | 155,536 |